# O Menino da Internet: A História de Aaron Swartz
O Menino da Internet: A História de Aaron Swartz (no original, The Internet's Own Boy: The Story of Aaron Swartz) é um documentário norte-americano de 2014 escrito, produzido e dirigido por Brian Knappenberger.

## Sobre o filme
O Menino da Internet: A História de Aaron Swartz (The Internet's Own Boy: The Story of Aaron Swartz), lançado em junho de 2014, narra a história do jovem Aaron Swartz (1986-2013), um jovem programador, escritor e ativista norte-americano que acreditava na mudança radical do mundo através da internet e da computação. Durante toda a sua vida, Aaron usou a programação computacional como uma forma de nos ajudar a resolver problemas e tornar o mundo um lugar mais democrático, justo e eficiente. Em uma destas tentativas, Aaron irá usar a rede do MIT (Massachusetts Institute of Technology) para realizar o download massivo de milhões de artigos acadêmicos de uma base de dados privada chamada JSTOR. Nesse meio-tempo, o Ministério Público dos Estados Unidos irá conduzir um processo criminal contra Aaron, que termina por levá-lo ao suicídio. O filme inclui entrevistas com sua família e amigos, bem como as pessoas que trabalharam diretamente com ele, e explora as questões de acesso à informação e as liberdades civis que guiaram seu trabalho.
Esse documentário sobre sua vida foi financiado coletivamente no Kickstarter, conseguindo US$ 94 mil, acima do objetivo inicial de US$ 75 mil. O filme já está disponível gratuitamente em português para os internautas no YouTube. A tradução, em versão legendada não-oficial, é resultado de outro trabalho coletivo online. A produção teve estreia mundial no festival de Sundance deste ano e é dirigido por Brian Knappenberger, que já produziu um documentário sobre o grupo de hackers Anonymous.

## Sobre Aaron Swartz

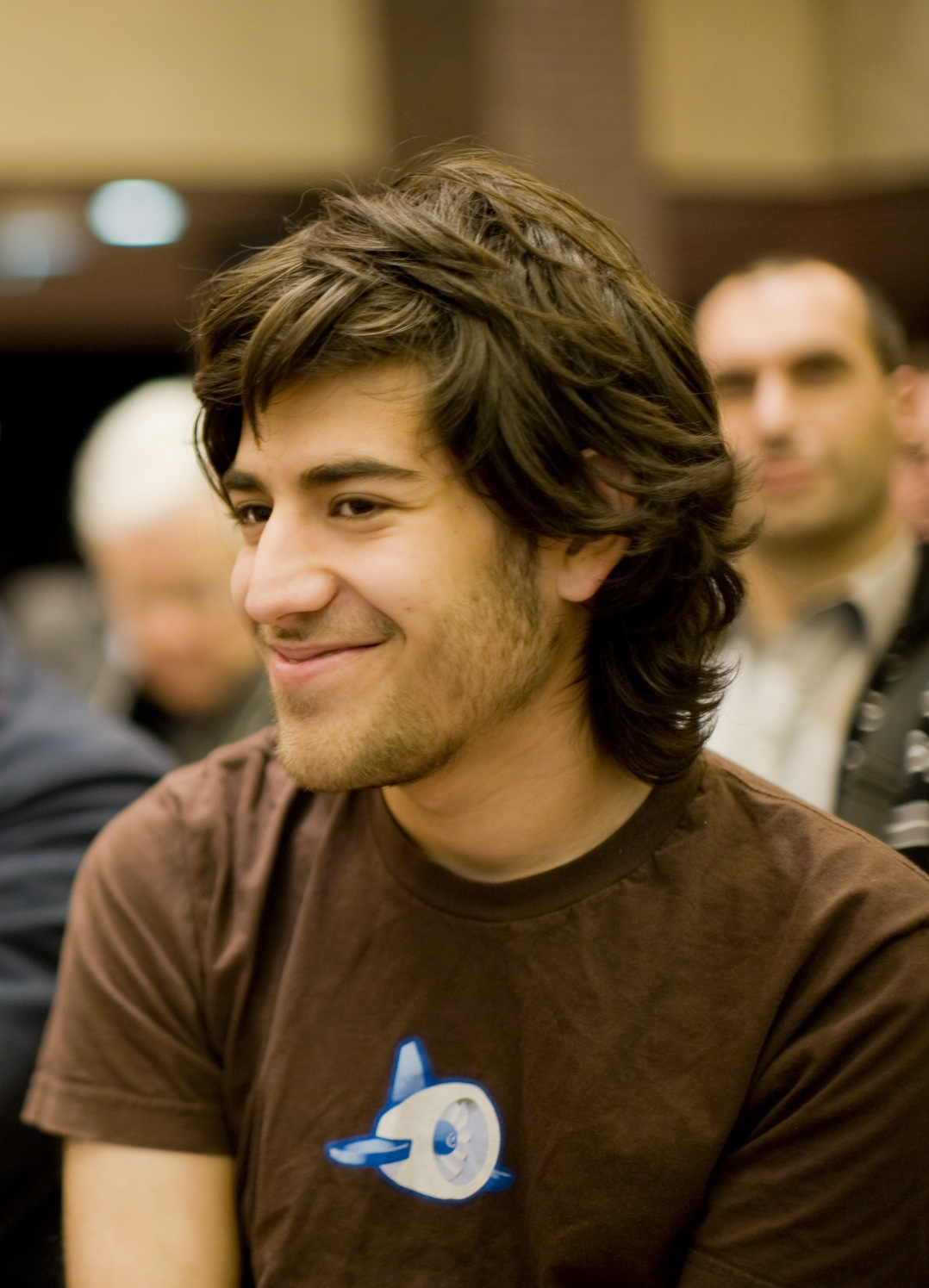
Aaron Swartz num evento do Creative Commons em 13 de dezembro de 2008

Aaron Hillel Swartz (Chicago, 8 de novembro de 1986  – Nova Iorque, 11 de janeiro de 2013) foi um programador americano, escritor, organizador político e ativista na Internet. Swartz é co-autor da especificação RSS. Foi um dos fundadores do Reddit e da organização ativista online Demand Progress. Era também membro do Centro Experimental de Ética da Universidade Harvard.
Em 6 de janeiro de 2011, Swartz foi preso pelas autoridades federais dos Estados Unidos, após usar a rede do MIT para descarregar sem cobrança grandes volumes de artigos da revista científica JSTOR, acusado pelo governo dos EUA de crime de invasão de computadores - podendo pegar até 35 anos de prisão e multa de mais de um milhão de dólares - pelo fato de ter usado formas não convencionais de acesso ao repositório da revista. Ele já havia sido processado antes por distribuir informações em domínio público que tinham seu acesso similarmente restrito, mas as acusações foram retiradas.
Swartz era contrário à prática da JSTOR  de compensar financeiramente as editoras, e não os autores, e de cobrar o acesso aos artigos, limitando o acesso para finalidade acadêmicas.
Aaron foi encontrado morto, enforcado, aos 26 anos, em seu apartamento em Nova Iorque em janeiro de 2013.
O caso de Swartz rendeu novos debates sobre a pirataria e acesso à propriedade intelectual na rede.